# 亚历山大群岛

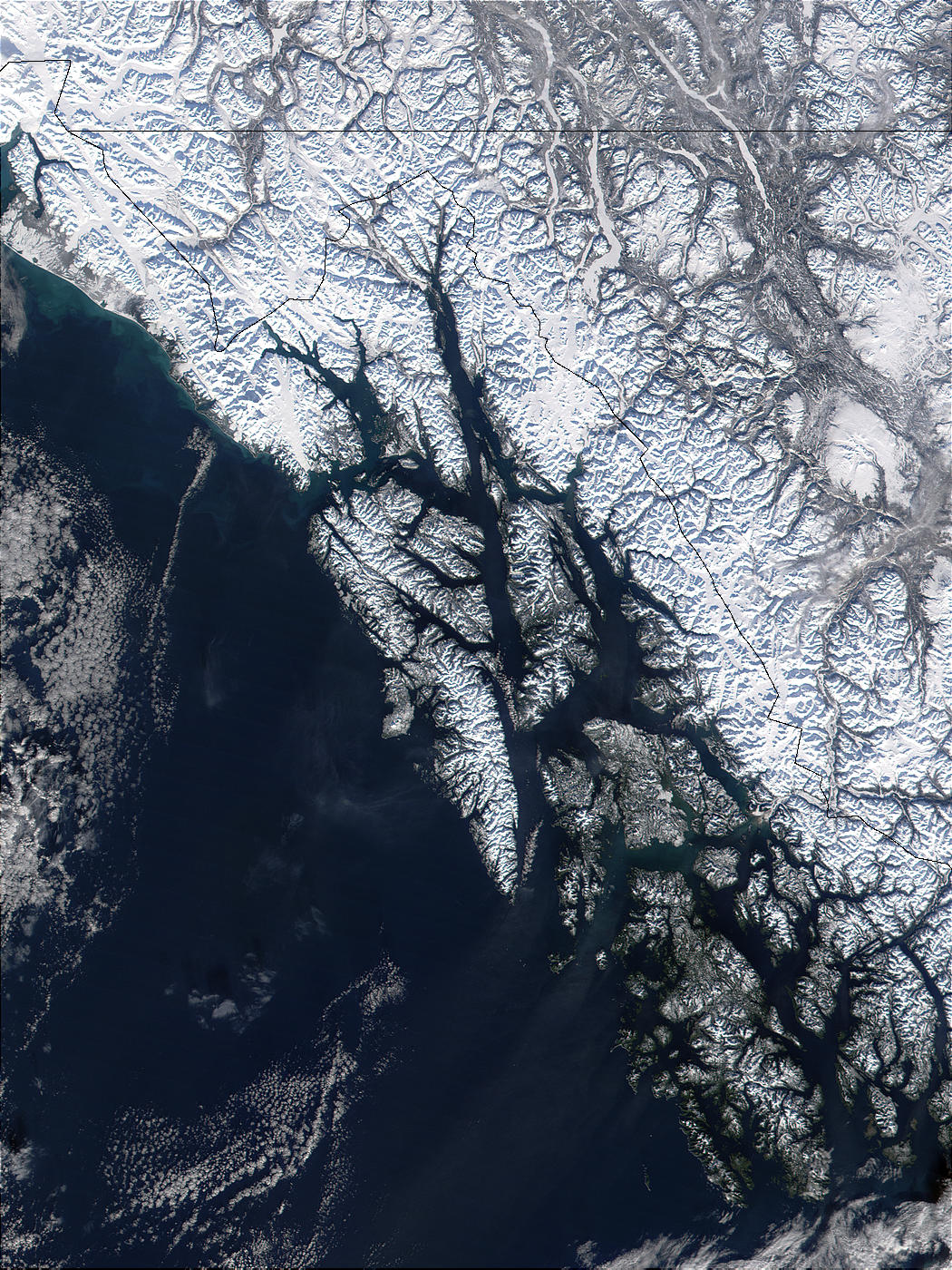
亚历山大群岛衛星图

亚历山大群岛（英語：Alexander Archipelago）是美国阿拉斯加州在东南部海岸外的一个长达300英里（500公里）的群岛，总面积约35,000平方公里，人口约38,800。由超过1100个岛屿组成，而这些岛屿是从太平洋中隆起的陡峭群山被淹没后形成的。岛屿之间相隔的是幽深的海峡与峡湾，它们将群岛与陆地隔绝开。著名的内湾航道的北段就曲折地穿行在岛屿之间。
群岛拥有着不规则的、陡峭的海岸，覆盖着浓密的常绿温带雨林，有大量的野生的动植物，其中大多数只能通过船只和飞机造访。大多數島嶼涵蓋在通加斯國家森林內。旅游业、林业和渔业是当地经济的支柱，主要渔港有锡特卡、凯奇坎。
该群岛得名自俄罗斯探险家亚历山大·巴拉诺夫。1741年，俄罗斯人首先考察了该群岛，并建立殖民据点，1867年，该群岛随同整个阿拉斯加被出售与美国。

## 主要島嶼
- 威爾士親王島
- 奇恰戈夫島
- 阿德默勒爾蒂島
- 巴拉諾夫島
- 勒維拉格吉多島
- 庫普列亞諾夫島
- 庫尤島
- 埃托林島
- 多爾島
- 蘭格爾島
- 米特科夫島
- 扎倫博島
- 科西阿斯科島
- 克魯佐夫島
- 安妮特島
- 格拉維納島
- 雅各比島

57°29′N 135°06′W / 57.483°N 135.100°W